# Volum (geometrie)

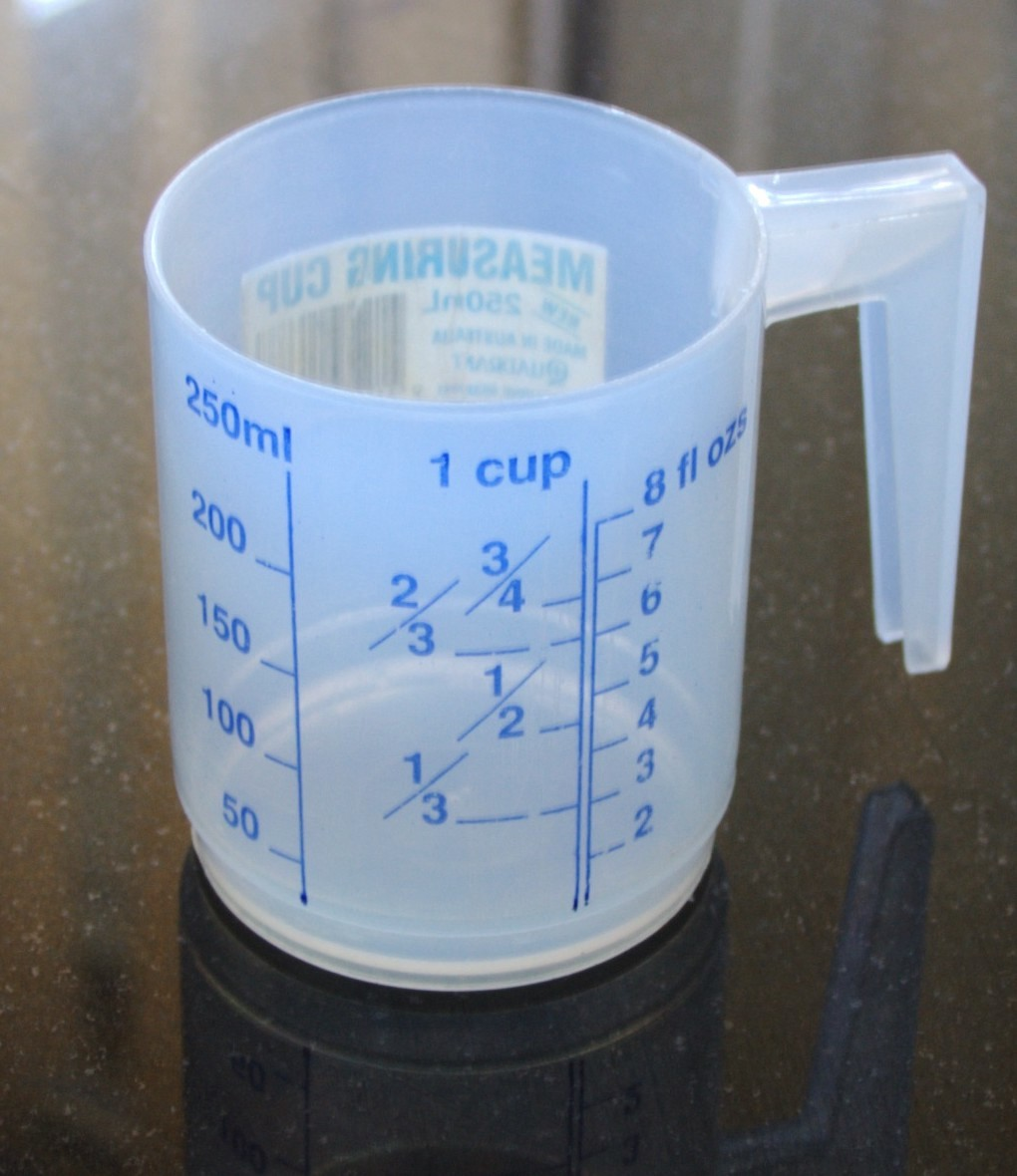
Un recipient folosit pentru măsurarea volumului lichidelor.
In SI Metrul Cub [m^{3}

Volumul este o mărime fizică (inclusiv geometrică) ce indică proprietatea măsurabilă a unui corp perpendiculare pe care se măsoară lungimea, lățimea și respectiv înălțimea sa (toate cele trei dimensiuni fiind, de fapt, valori de lungime). Altfel definit, volumul unui corp este locul pe care el îl ocupă în spațiu.
Sub aspect de analiză dimensională volumul (simbol litera majusculă V) este o mărime fizică derivată ce se exprimă în funcție de unitatea de măsură a lungimii, 1 metru (1m), ridicat la puterea a treia (1m x 1m x 1m = 1 m3).volumul se măsoară în litru     
V = k x l3 respectiv
<V> = <l> x <l> x <l> = 1m x 1m x 1m = 1m3
Dimensional, volumul este puterea a treia a lungimii (L):
[V] = L x L x L = L3

## Exemple de calcul pentru corpuri geometrice
Volumul piramidei: {\displaystyle V={\frac {1}{3}}A\times h}
Volumul trunchiului de piramida: {\displaystyle V={h \over 3}(A+a+{\sqrt {Aa}})}
Volumul conului: {\displaystyle V={\frac {\pi }{3}}r^{2}h}
Volumul cubului = L3  unde:
- {\displaystyle V} volumul
- {\displaystyle A} ou {\displaystyle a} aria bazei mari, respectiv mici
- {\displaystyle h} : înălțimea (sau distanța între cele două baze)
- {\displaystyle r} : raza

Din punct de vedere matematic, diferitelor tipuri de volume regulate le corespund diferiți coeficienți, valoarea constantei k putând fi 1 la cub sau paralelipipede drepte, 3,1415 / 4 ... la cilindru și așa mai departe.
Orice feluri de volume neregulate sunt, la rândul lor, exact măsurabile. Formula matematică de calcul este o integrală de volum, a cărei valoare numerică este dată de limitele integrării.
Mărimile fizice, etc., raportate la volum se numesc densități de volum ale mărimilor respective.